# Метални стент
Метални стент је врста медицинског средства које се користи у интервентној кардиологији и васкуларној хирургији. Они се постављени уза зидове коронарних и периферних крвних судова као што су каротидна артерија, интракранијалне артерије, феморалне артерије, бубрежне артерије и аорте, када дође до сужења и на тај начин их одржавају проходним. 
Са применом металних стентова почев од 1994. године, стопа учесталост рестеноза, која је након примене балон ангиопластике износила 30-40%, смањена је на стопу од 20-25%, а са применом стентова који ослобађају лек на још нижу стопу рестенаоза. 
Материјали за производњу стентова морају бити биолошки инертни, видљиви радиолошким техникама, биокомпатибилни, отпорни на корозију и отпорни на стрес због протока крви. 
Најзначајнији нежељени догађај након уградње стентова је појава рестенозе.

## Материјали
Материјали који се тренутно користе у производњи металних стентова су нерђајући челик, кобалт-хром и нитинол. Најчешће коришћени материјал за производњу самоекспандирајућих стентова је легура никл-титан (нитинол). Поред тога, самоекспандирајући стентови се израђују и од легуре кобалта и хрома  (Co-Cr)
За производњу балон-експандирајућих стентова користе се медицински нерђајући челик, легура   кобалта и хрома (Co-Cr), а последњих година и легура платине и хрома (Pt-Cr). Највише се користи 316Л нерђајући челик, са ниским садржајем угљеника (највише 0,03%), садржајем хрома 17-20% и молибдена 2-4%, да би се спречила корозија услед контакта са крвљу.
Неки стентови од нерђајућег челика се облажу златом да би се побољшала њихова видљивост радиолошким техникама. Стентови израђени од легуре Co-Cr  припадају другој генерацији стентова, а предност ових стентова је што имају тање зидове, захваљујући већој чврстини ове легуре у поређењу са нерђајућим челиком.
Иновацију у области васкуларних стентова представљају стентови израђени од легуре Pt-Cr. Ови стентови имају танке зидове, велику радијалну снагу и веома су флексибилни прилагодљиви. Како би се превазишао проблем појаве лонгитудиналне деформације, модификована је геометрија ових стентова и на проксималном делу су убачени додатни конектори.

## Примена
Стентови од метала се обично производе заједно са балоном за дилатацију (проширење лумена цевастог суда) у јасно дефинисаним величинама или коначном облику, који се након апликације (довођења) на место имплантације отвара (проширује) надувавањем балона уграђеног у зид катетера подешава до сталног или коначног облика.
Други начин имплантације стента заснива се на примени „самоекспандирајућег стента“, који је дизајниран у облику и величини у зависности од његове намене. Када се стент („у склопљеном стању“) лоцира у предео интраканалног сужења он се отвара и захваљујући својој еластичности остаје раширен (отворен) у својој оригиналној величини. Зато се за ову намену користе се нитинол стентови који поседују особину „меморисања задате величине“.
Метални самоекспандирајуће стентови изазивају већи проценат рестеноза од балоном проширивих стентова због спољњег притиска који стимулише већи раст неоинтиме.

### Необложени метални стентови
Необложени метални стентови који се користе од 1980-их година имали су за циљ да обезбеде механичку чврстоћу зида коронарне артерије и спрече да се еластична влакна врате у првобитни положај. Проблем који је настао након уградње ових стентова била је висока учесталост субакутне тромбозе. Међутим, побољшањем дизајна и својстава стентова, као и оптимизацијом терапијског протокола за антиагрегационе лекове након имплантације стента, смањена је инциденција субакутне тромбозе. Данас се терапија ацетилсалицилном киселином и клопидогрелом примењује одмах након уградње стента.

### Стентови који ослобађају лек
Почетком 21. века у употребу су уведени  стентови који ослобађају антипролиферативне лекове у зид крвних судова, са циљем инхибиције неоинтималне хиперплазије. Стентови који ослобађају лек се састоје од три дела:
- платформе стента,
- носача лека,
- лека који инхибира неоинтималну хиперплазију.

У периоду 1997-2003.  године развијен је велики број стентова који се међусобно разликују по металу од којег су направљени, дужини стента и систему за испоруку лека.
Ови стентови су значајно смањили инциденцу рестенозе и омогућили лечење компликованијих облика коронарне болести (нпр. дифузне лезије).

## Добре стране
Добра страна ових материјала је што могу да издрже високе притиске и остану у организму до краја живота пацијента. 

## Лоше стране
Лоша страна примене ове технологије може да изазове и компликације међу којима су најважније;
- Тромбоза и рестеноза због неоинтималне хиперплазија.[1]
- Нееластичност, релативно велика крутост стента.
- Мале димензије арматуре стента, које се могу утиснути у зид крвног суда и изазвати запаљењски процес. (Зато се спроводе истраживања која треба да процене ефекате различитих геометријских облика и величина стента у складу са карактеристикама зида и интраканалним промером артерија или других канала у које се уграђује.[8]